# Jeanne d'Arc au sacre
Jeanne d'Arc au sacre est un modèle de statue en pied de Jeanne d'Arc créé par Martin Pierson puis produit en série par l'Union internationale artistique de Vaucouleurs, dirigée par Pierson puis son fils, et à la fonderie de Tusey.

## Description

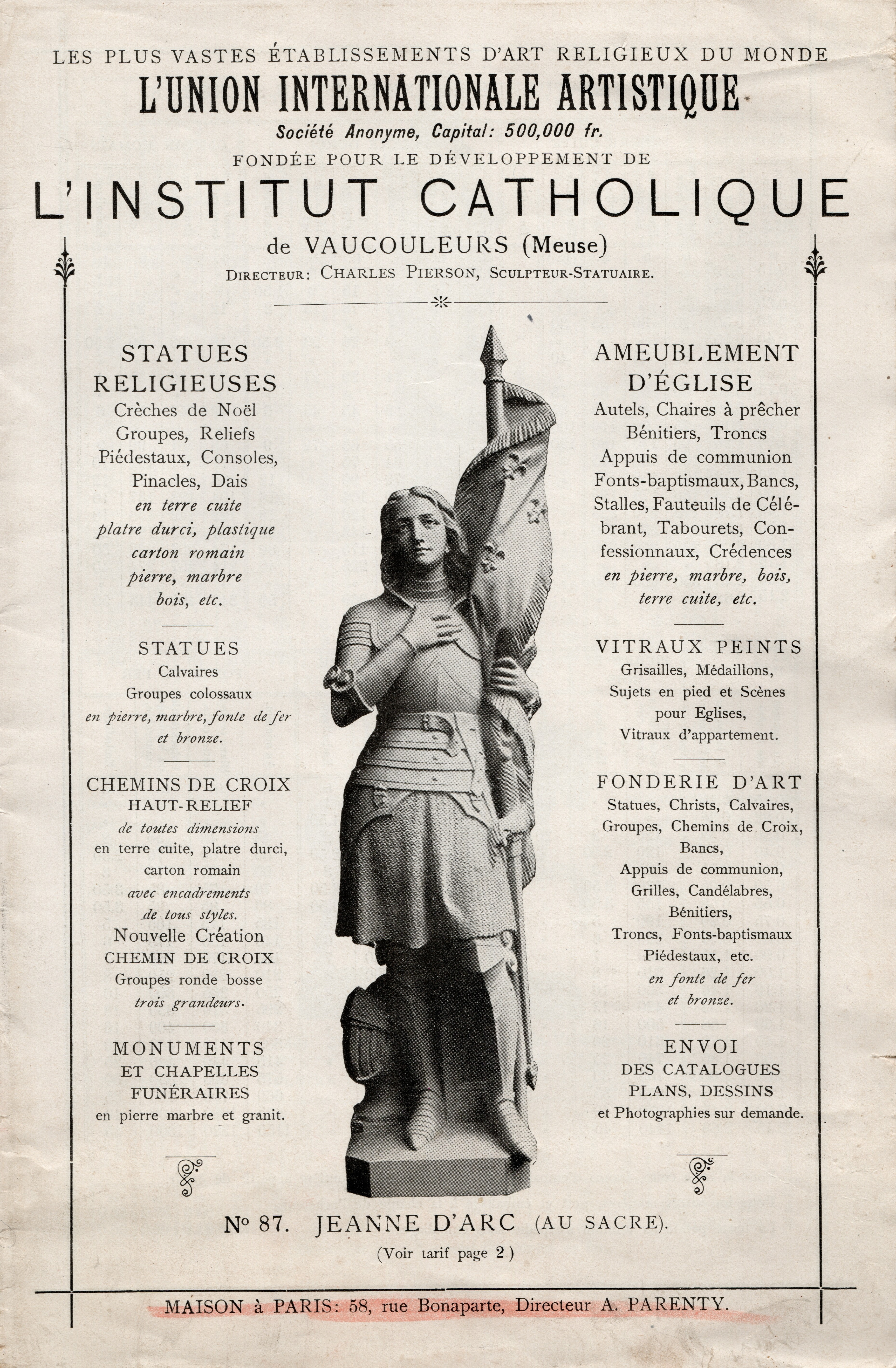
La statue sur le catalogue de l'Union internationale artistique de Vaucouleurs (1904)

La statue représente Jeanne d'Arc en armure, l'épée au fourreau, le casque déposé derrière elle. Levant les yeux au ciel, elle tient l'étendard fleurdelisé de sa main gauche tandis qu'elle pose sa main droite sur son cœur. Il existe une variante sans casque.

## Histoire
La statue fut produite en série au moins dès 1885, date à laquelle elle a été décrite par Émile-Christophe Énard dans un article d'un journal catholique lorrain. Cette production se poursuivit bien au-delà de la mort de Pierson, survenue en 1900. En effet, la Jeanne d'Arc au sacre orne plusieurs monuments aux morts de la Première Guerre mondiale.
L'un de ses exemplaires les mieux documentés est celui du square Jeanne-d'Arc à Angers, érigé en 1909 en exécution du testament d'Auguste Giffard (1813-1894), bienfaiteur de la commune, dont un codicille de 1891 imposait le choix de la « Jeanne d'Arc dite du sacre, avec drapeau, de Tussay ». Ce dernier nom, mal écrit dans le testament, faisait référence à la fonderie de Tusey, où la statue fut produite avant d'être placée, sous la direction de l'entrepreneur Sabin, sur un piédestal conçu par l'architecte Adrien Dubos et dont les ornements ont été sculptés par Paul Aubert (ce qui explique que ce dernier ait souvent été pris par erreur pour l'auteur de la statue).

## Exemplaires connus
Liste alphabétique non exhaustive :
- Angers, square Jeanne-d'Arc (1909)
- Ban-de-Laveline, monument aux morts de la Guerre franco-allemande de 1870 (1895)
- Beaupréau-en-Mauges, commune déléguée de Villedieu-la-Blouère, place de l'Eglise[4]
- Bourg-la-Reine, villa Jeanne-d'Arc (1895)
- Brey-et-Maison-du-Bois, monument aux morts de la Première Guerre mondiale
- Carcassonne, basilique Saint-Nazaire-et-Saint-Celse
- Les Cerqueux, église
- Clisson, 6 place Notre Dame[5],  La mention Union Artistique de Vaucouleurs est inscrite sur un côté du socle
- Comines (Nord), église Saint-Chrysole
- Épeugney, fontaine Jeanne-d'Arc
- Failly, monument aux morts de la Première Guerre mondiale
- Ferrassières, fontaine-oratoire (1896)
- Forcalquier, fontaine Jeanne-d'Arc
- Laneuville-au-Bois, fontaine Jeanne-d'Arc
- Médonville, fontaine Jeanne-d'Arc (1887)
- Montbrison (Loire), près de la collégiale Notre-Dame-d'Espérance
- Obervisse, monument aux morts
- Saint-Gildas-des-Bois (1932)[6], place Jeanne d'Arc - le casque est manquant
- Saint-Jeure-d'Ay (1928)
- Saint-Nicolas-de-Port, place Jeanne-d'Arc (1896)[7]
- Saint-Omer (Pas-de-Calais), cathédrale Notre-Dame
- Saint-Pons-de-Mauchiens, fontaine Jeanne-d'Arc
- Tinchebray, esplanade de la chapelle Sainte-Marie
- Villenave, église Saint-Sever
- Virandeville, monument aux morts
- Waldighofen, place Jeanne-d'Arc (vestige de l'ancien monument aux morts de la Première Guerre mondiale)

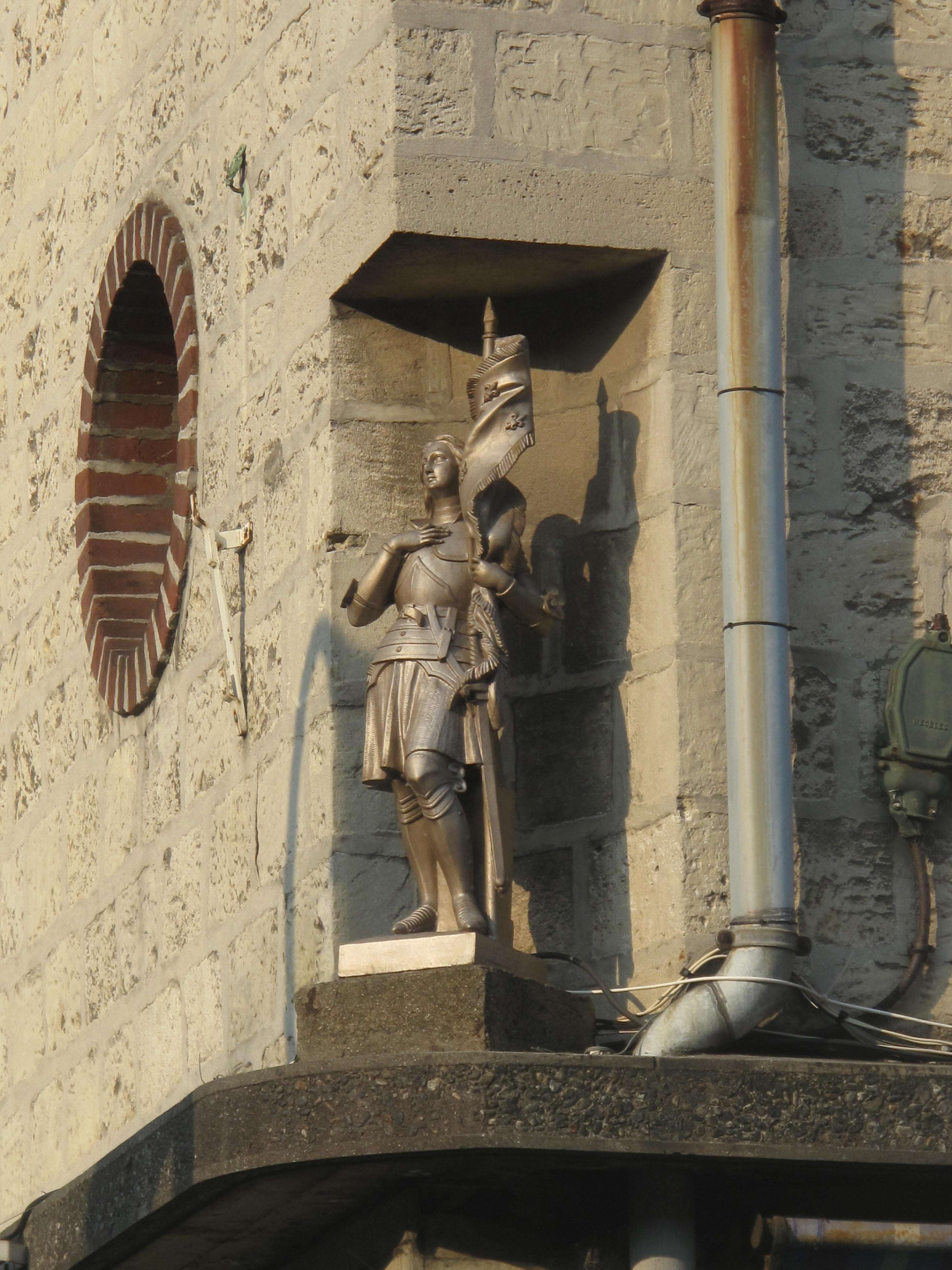
Abbeville
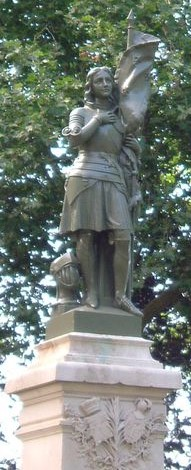
Angers
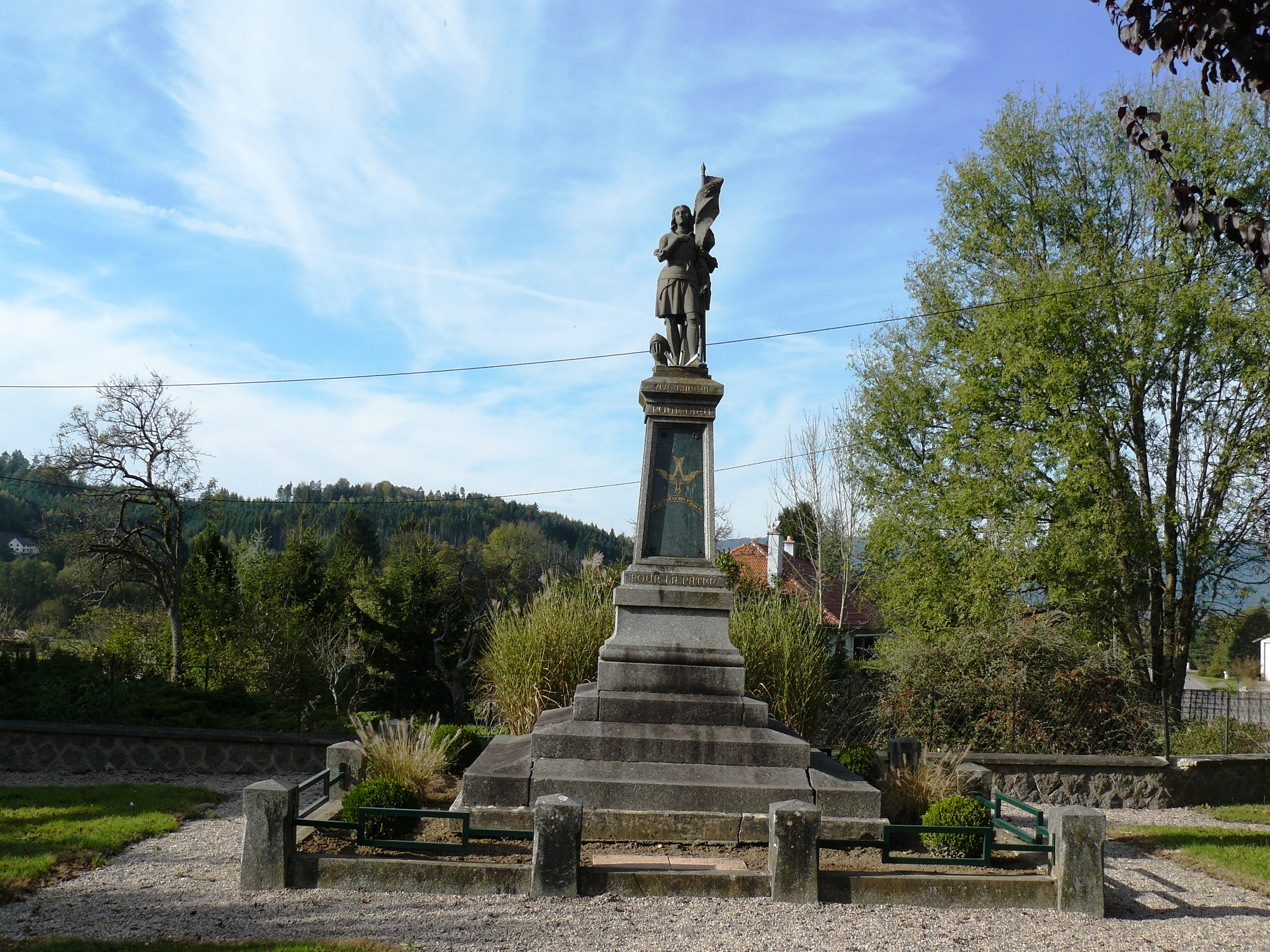
Ban-de-Laveline
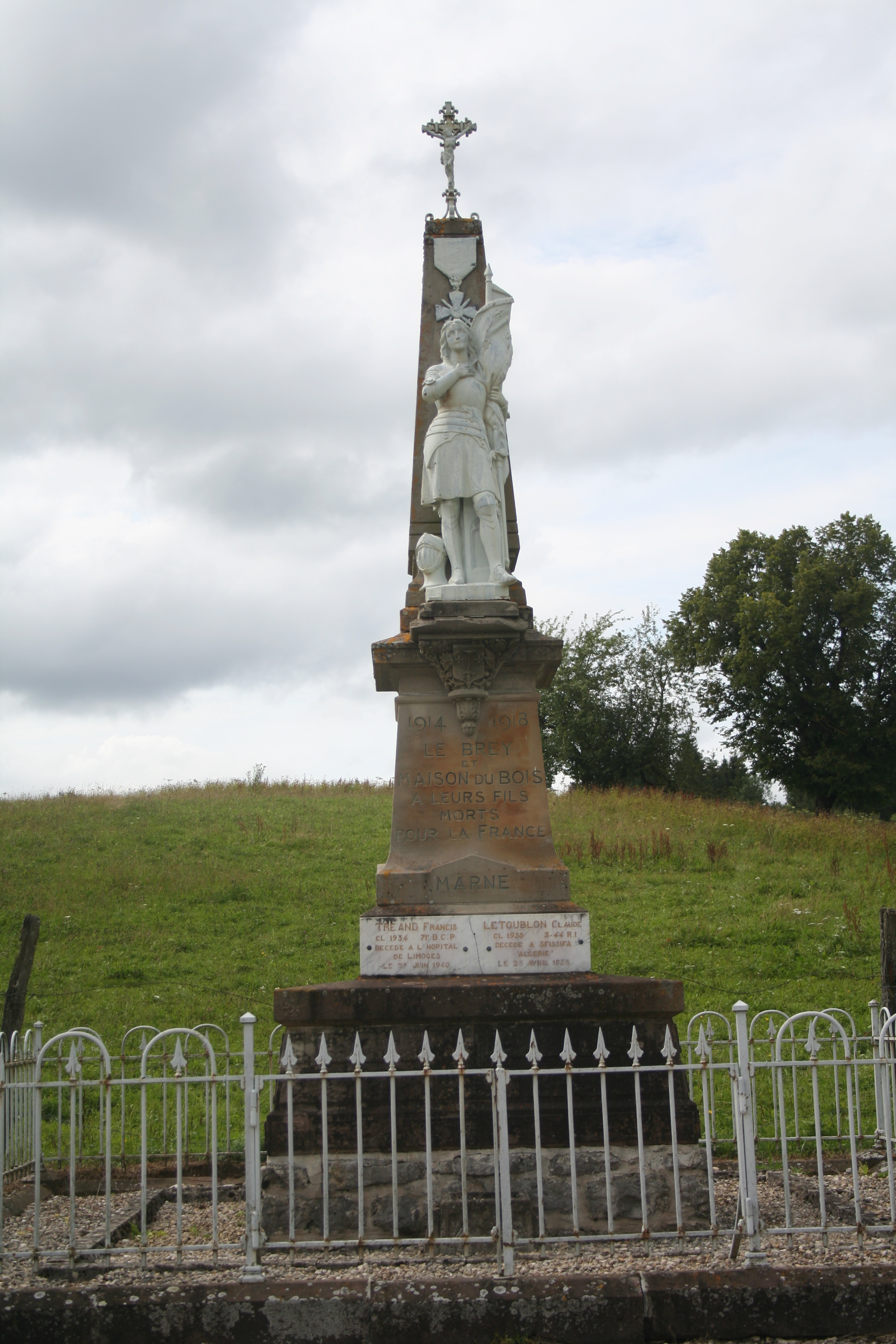
Brey-et-Maison-du-Bois
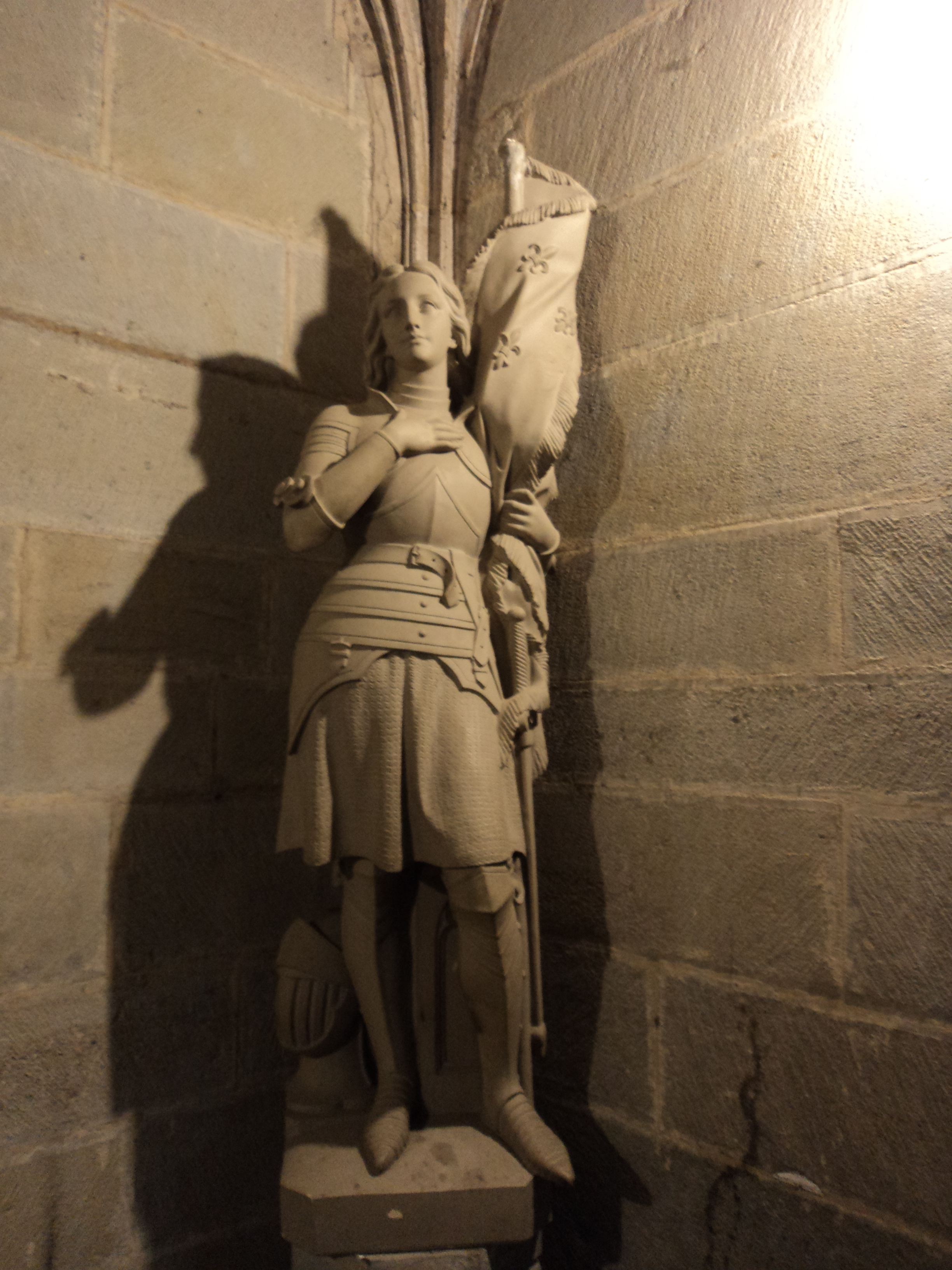
Carcassonne
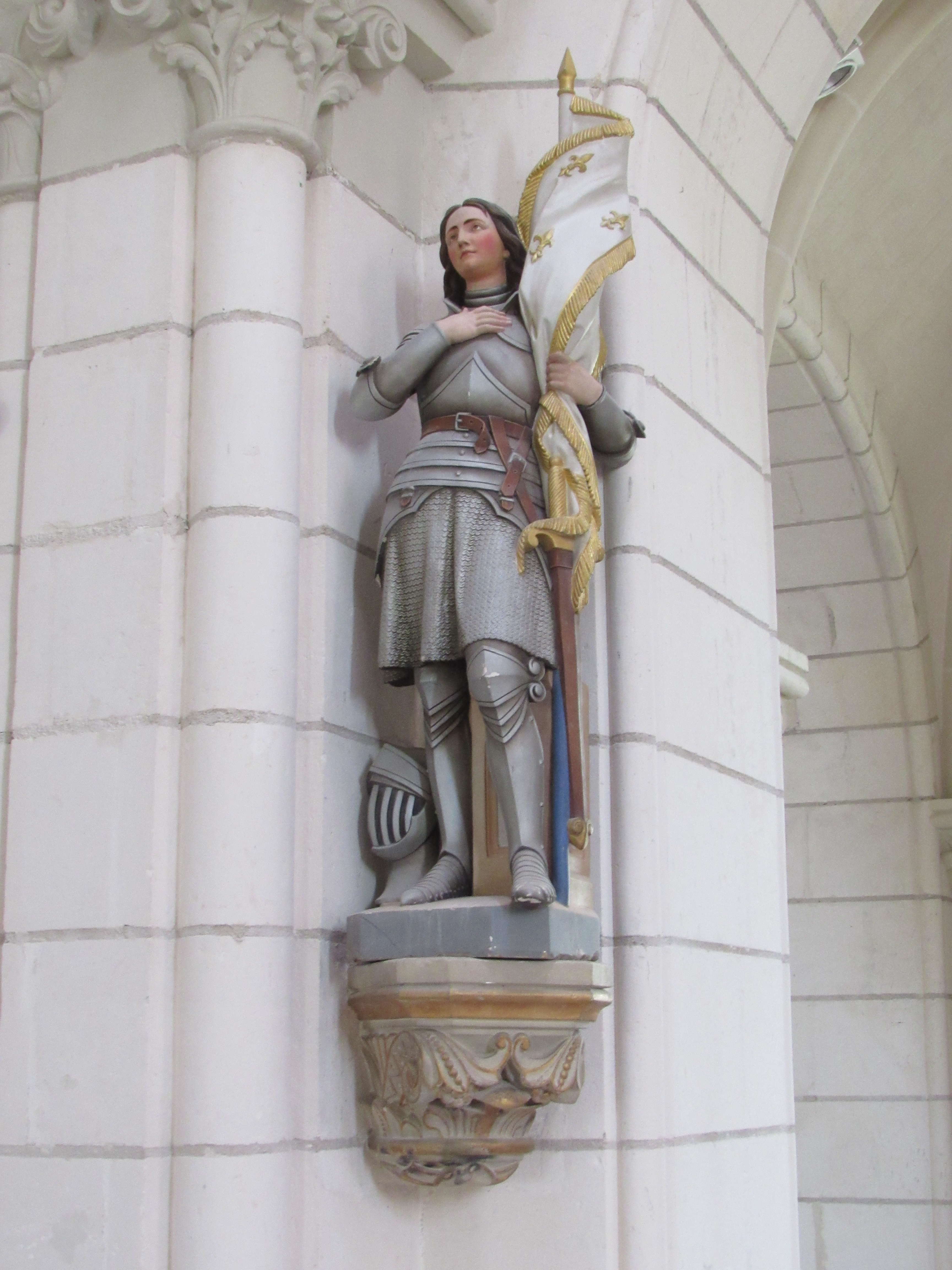
Les Cerqueux
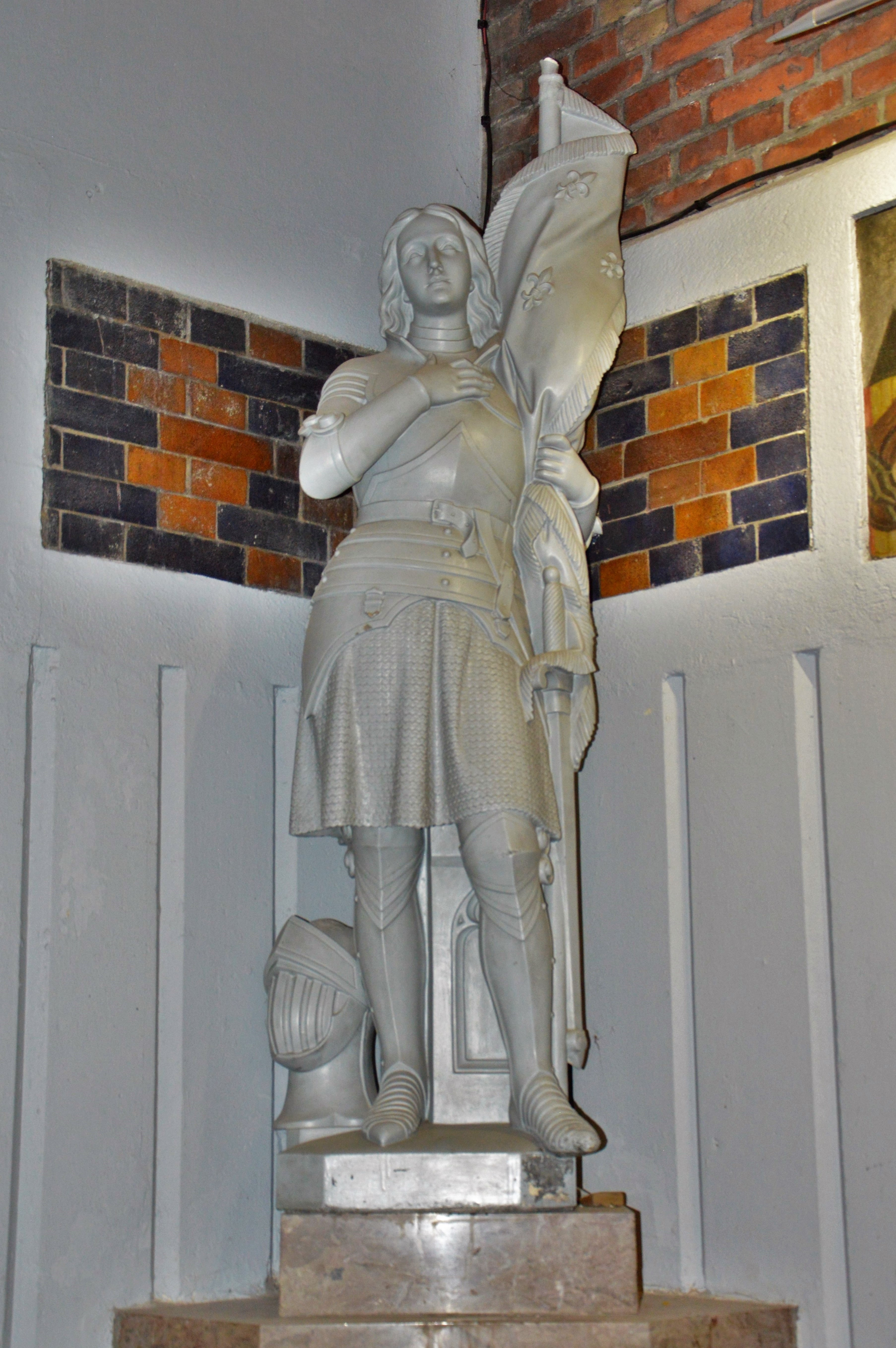
Comines
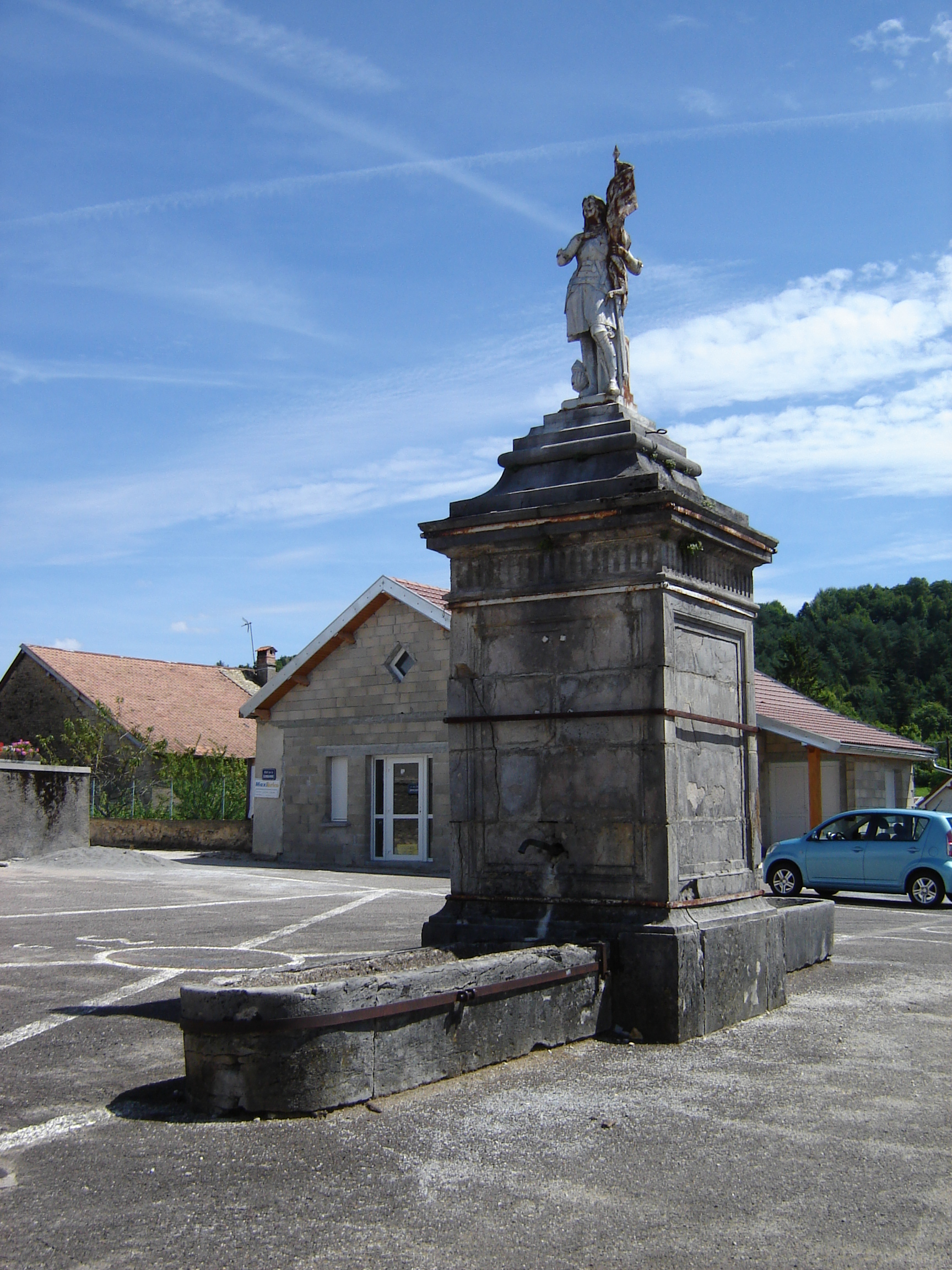
Épeugney
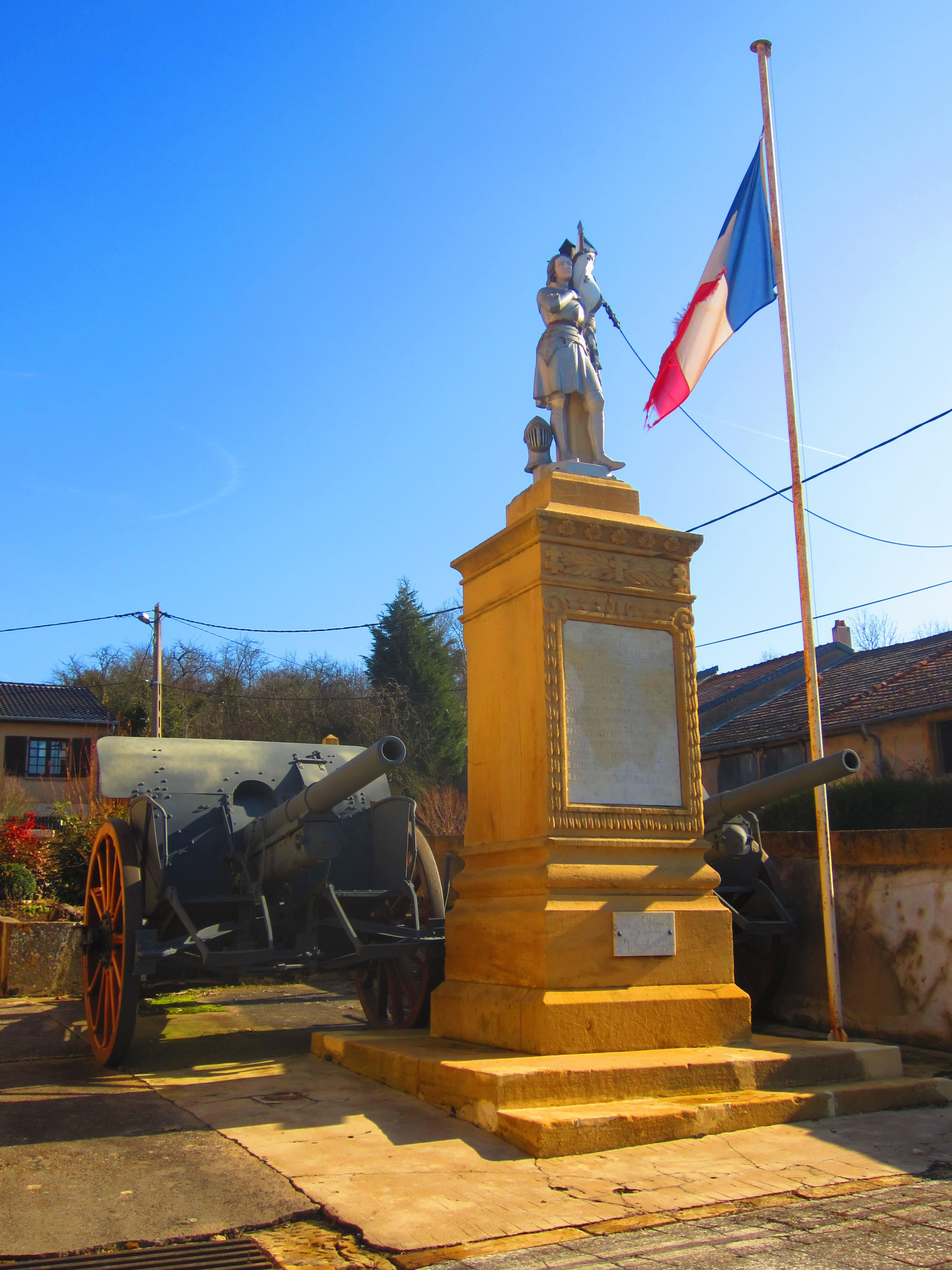
Failly
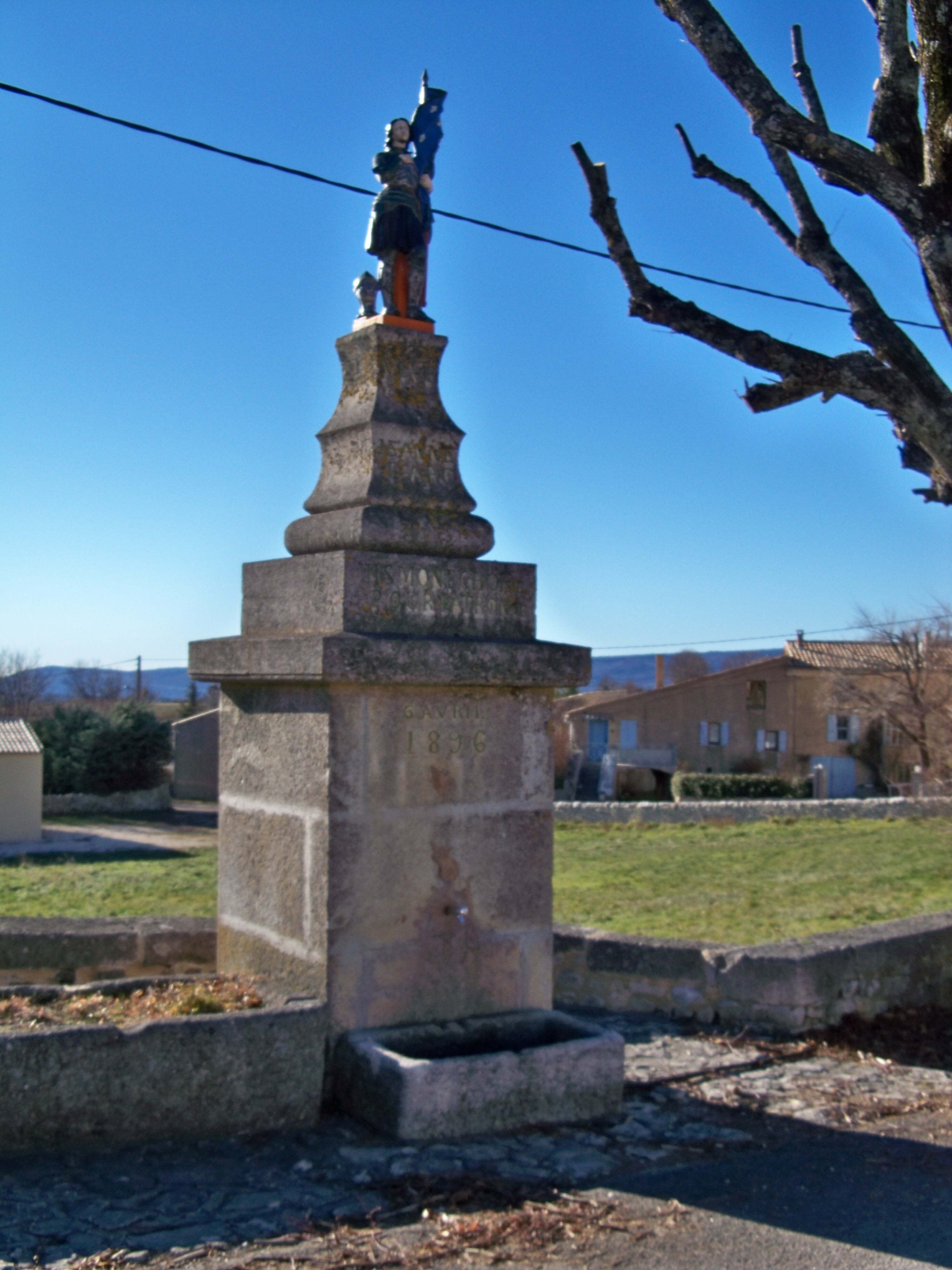
Ferrassières
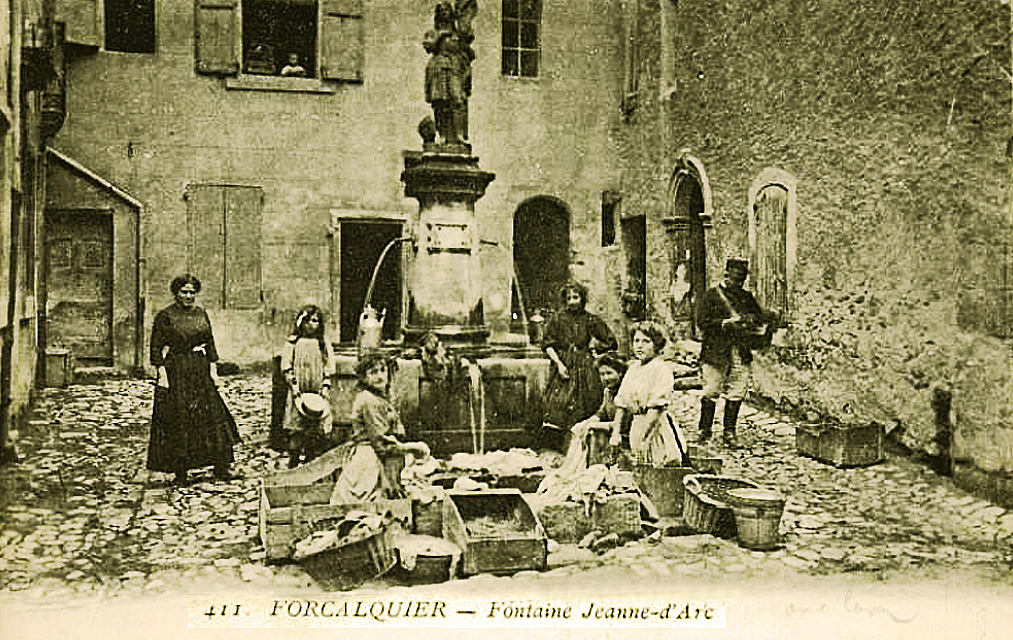
Forcalquier
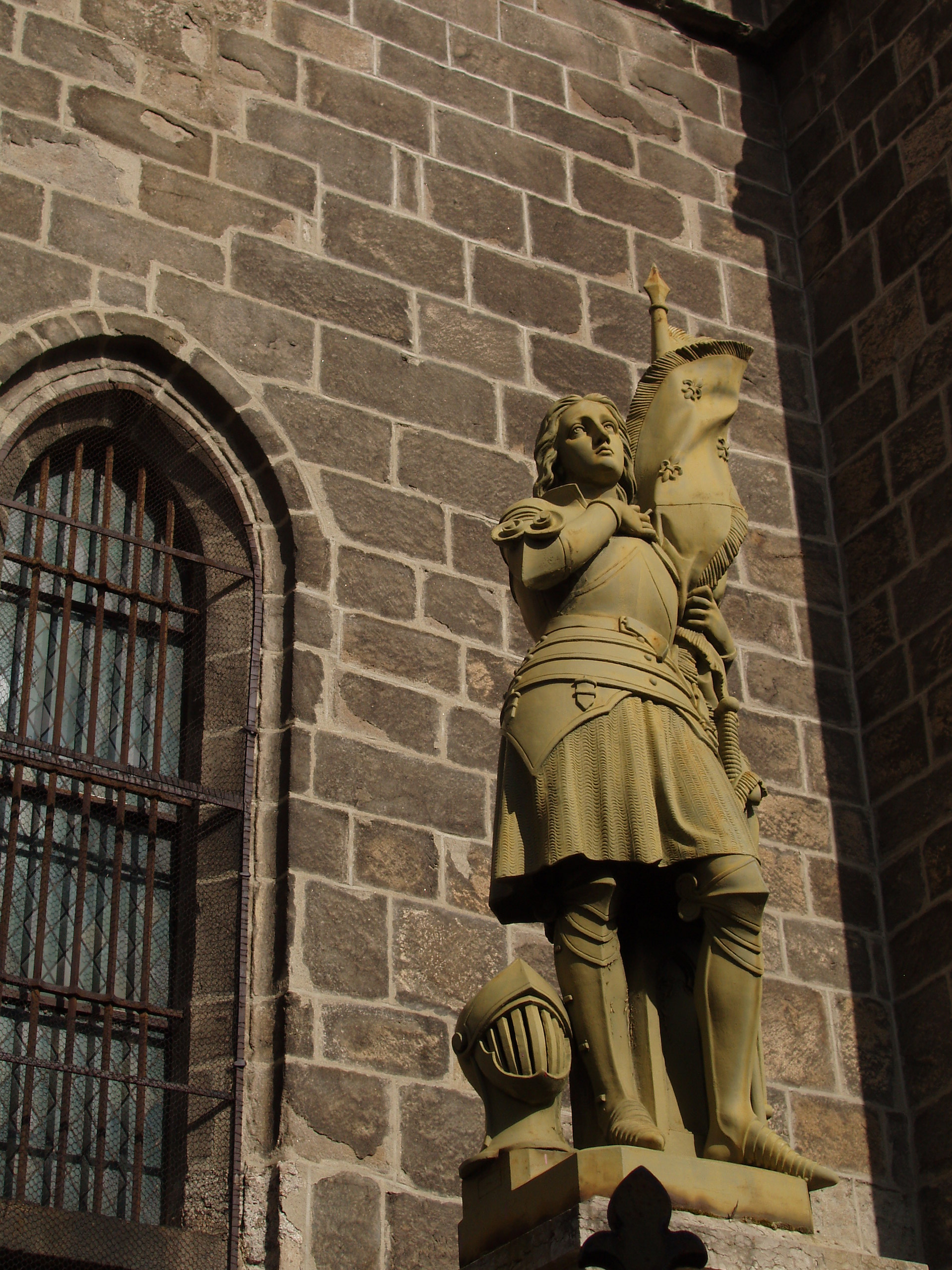
Montbrison
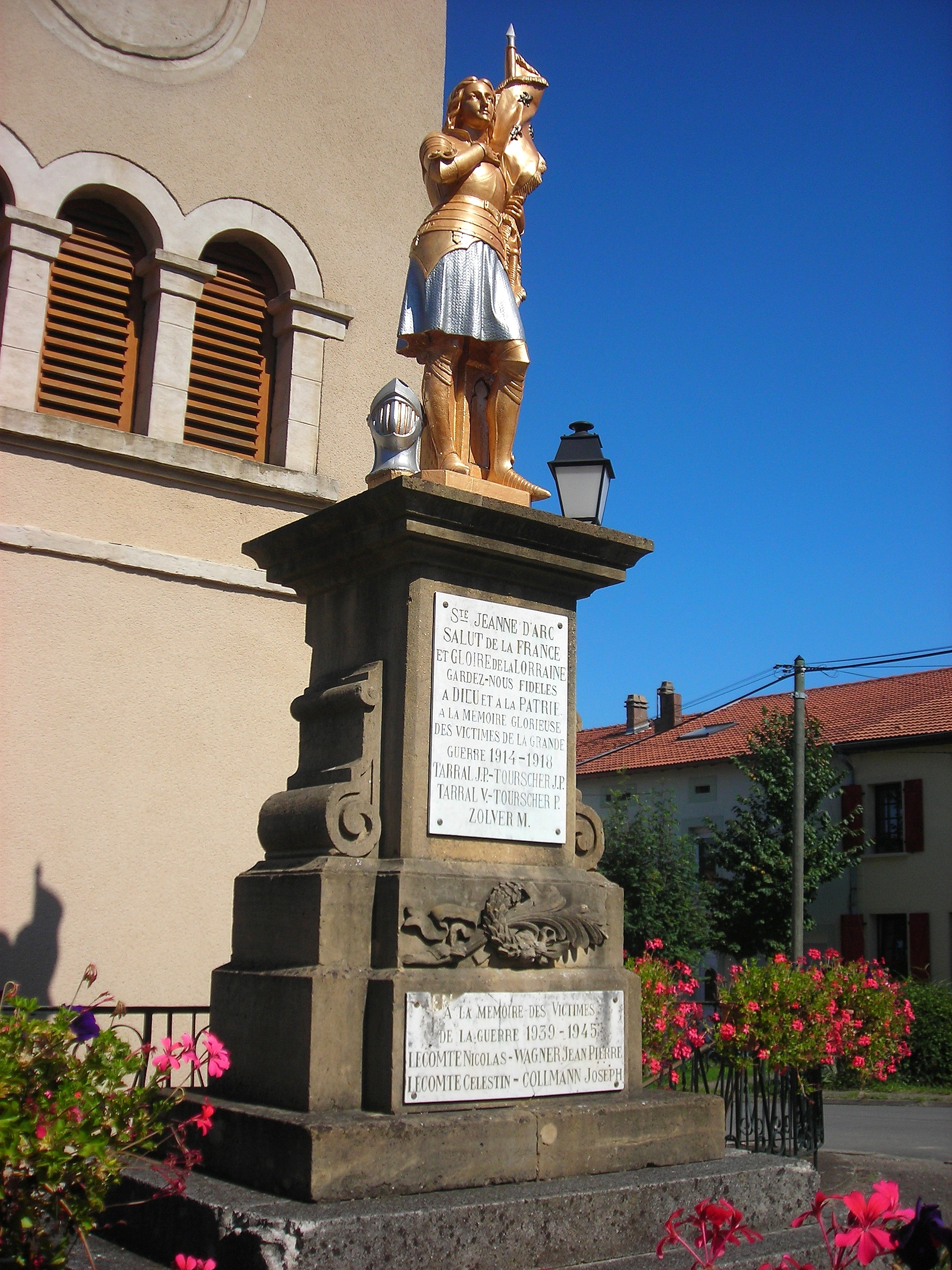
Obervisse
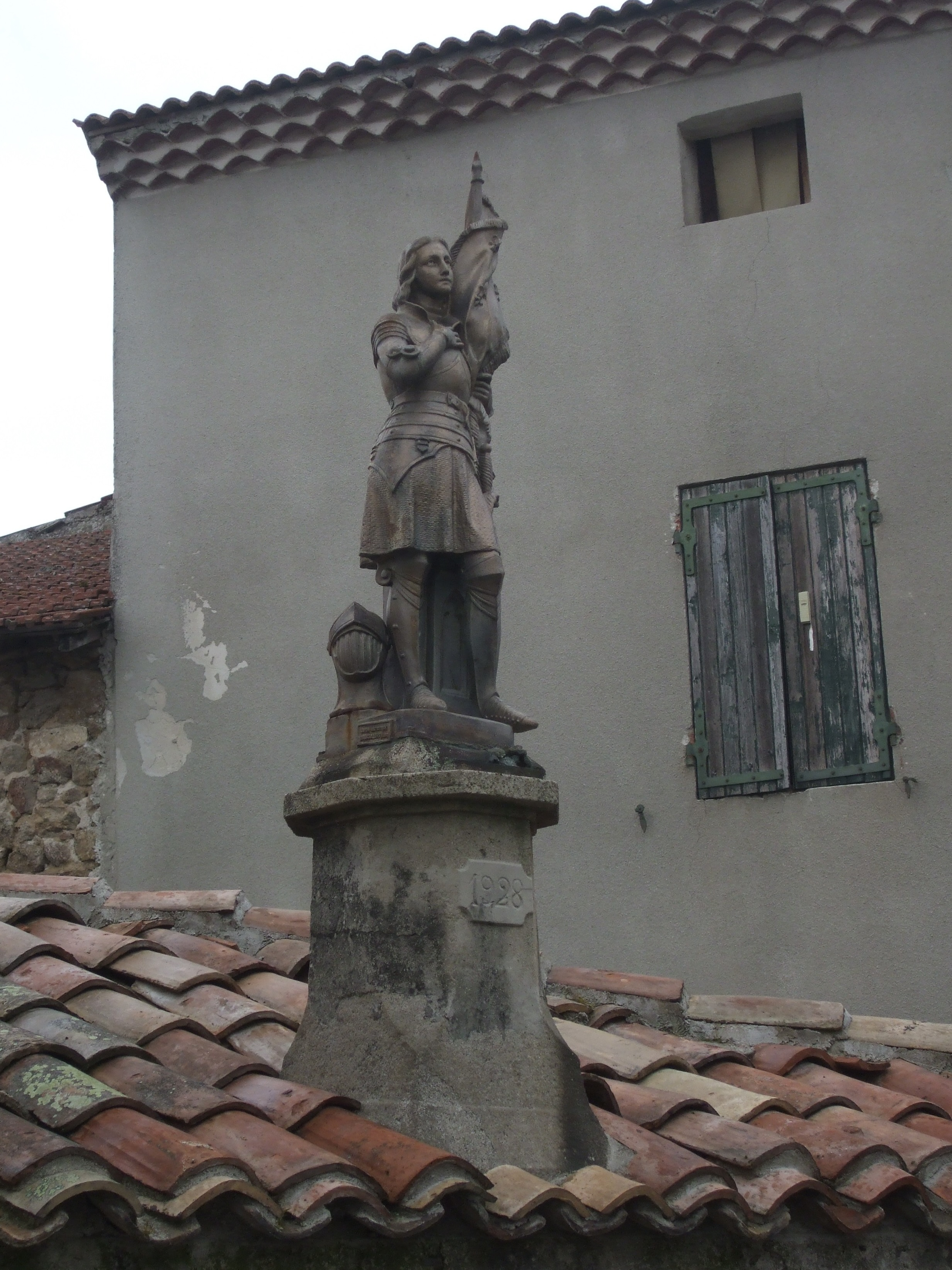
Saint-Jeure-d'Ay
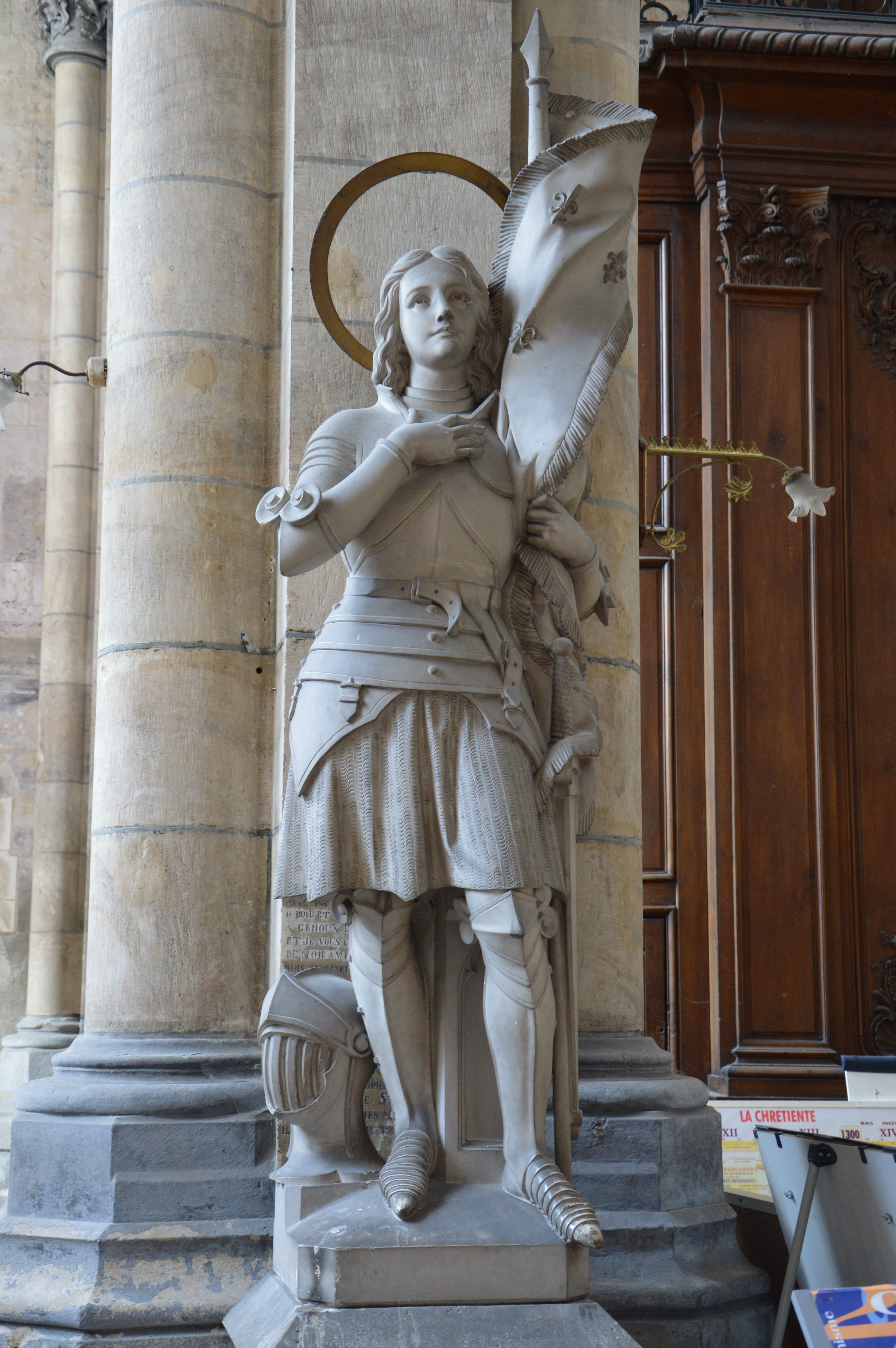
Saint-Omer
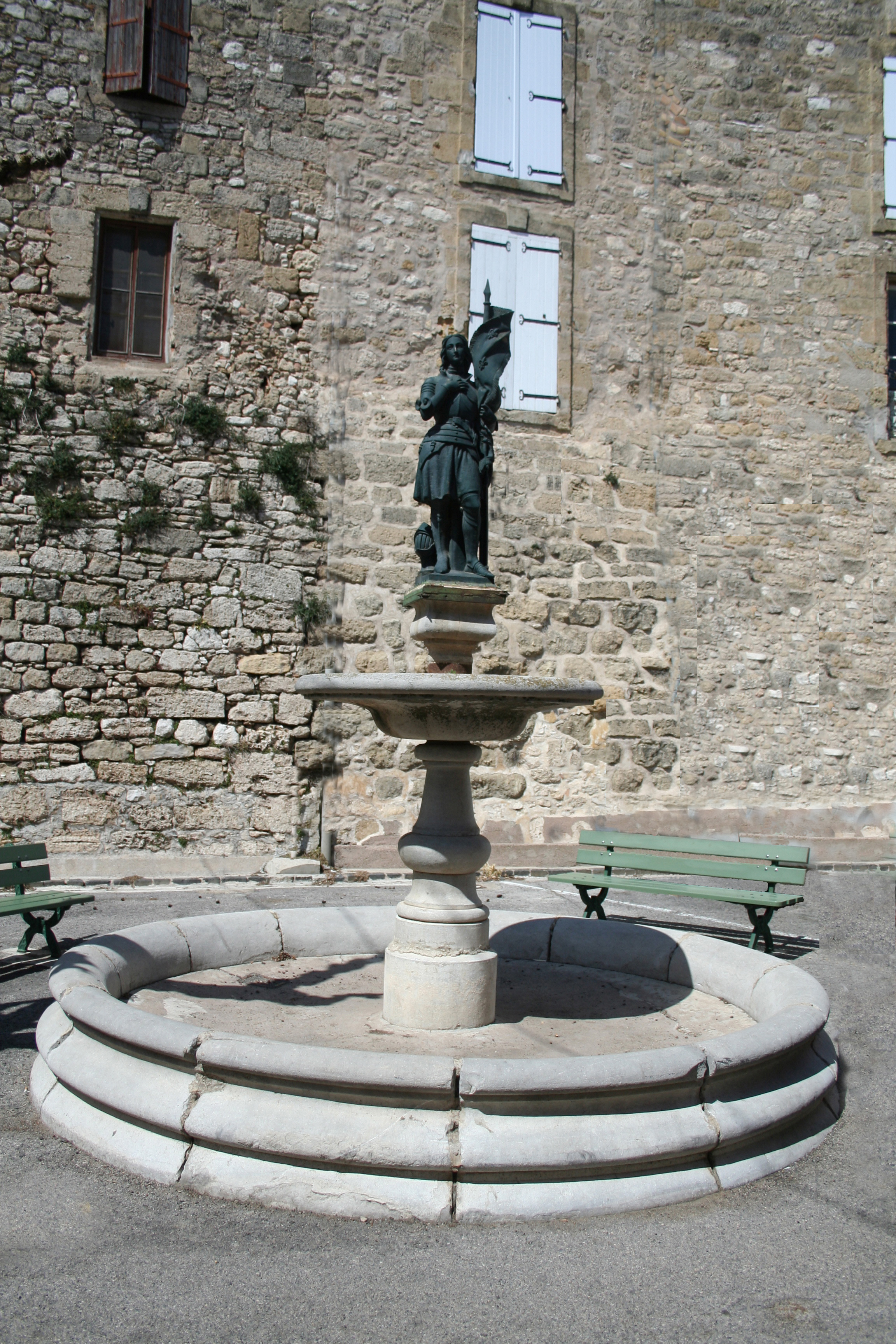
Saint-Pons-de-Mauchiens
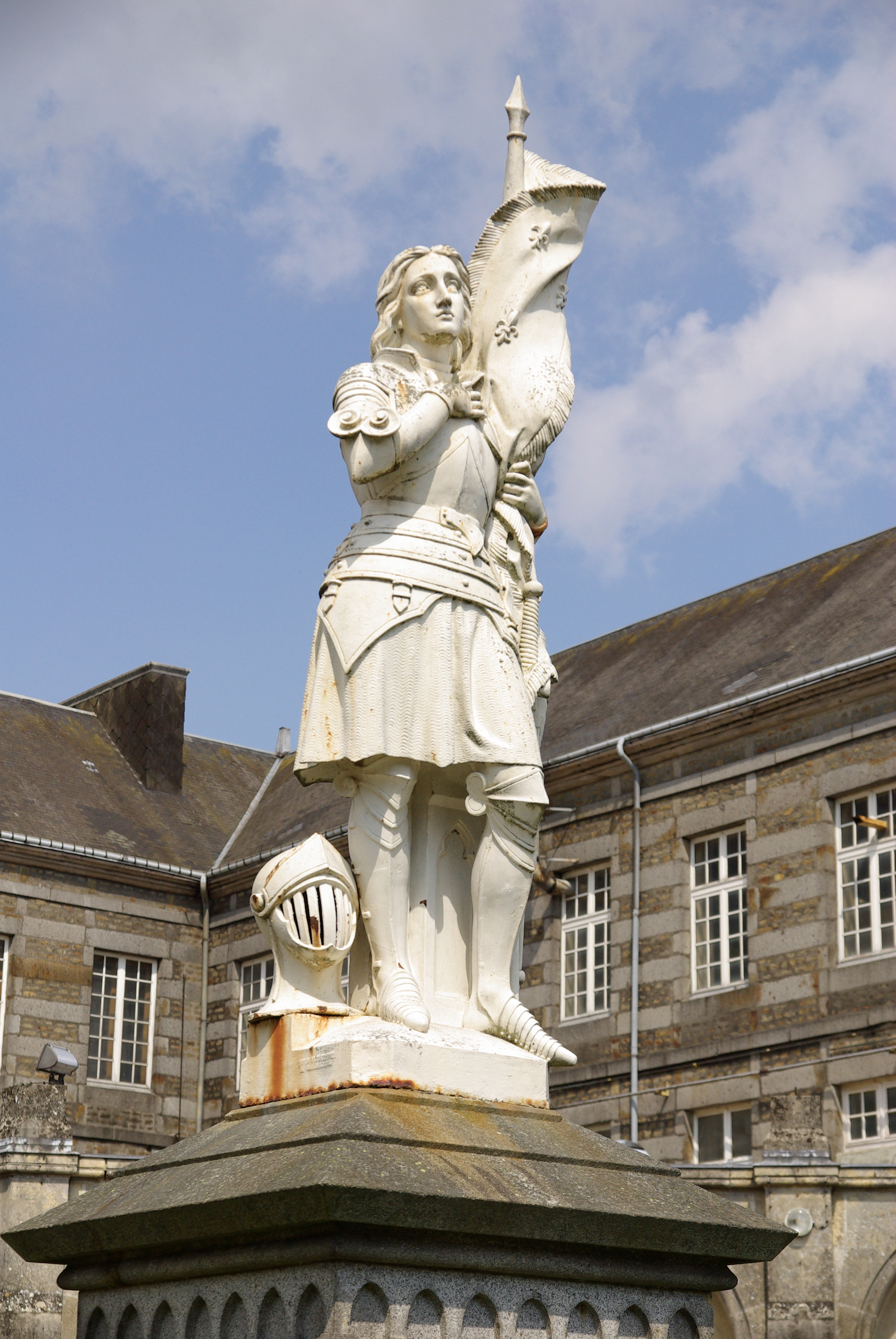
Tinchebray
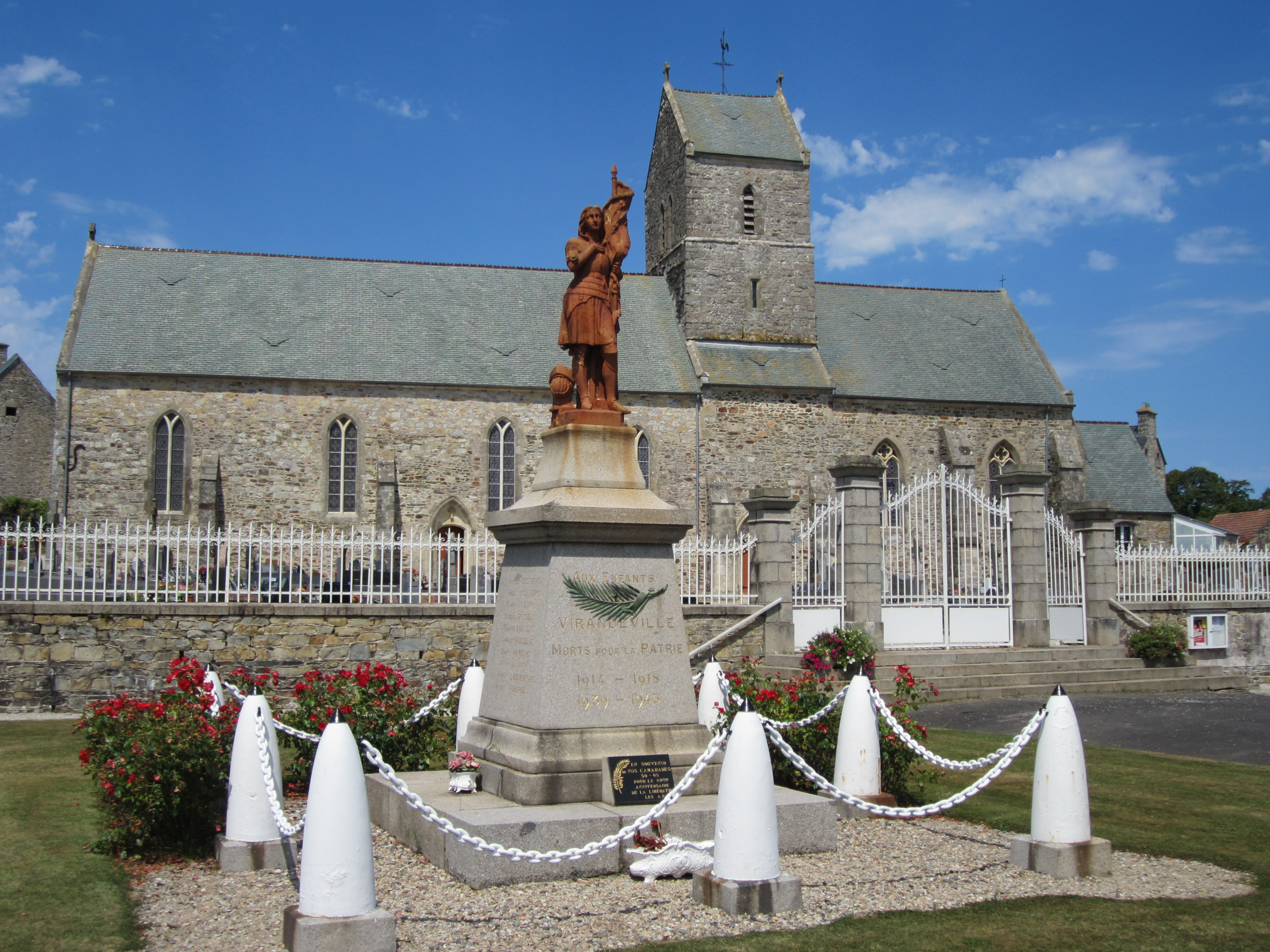
Virandeville
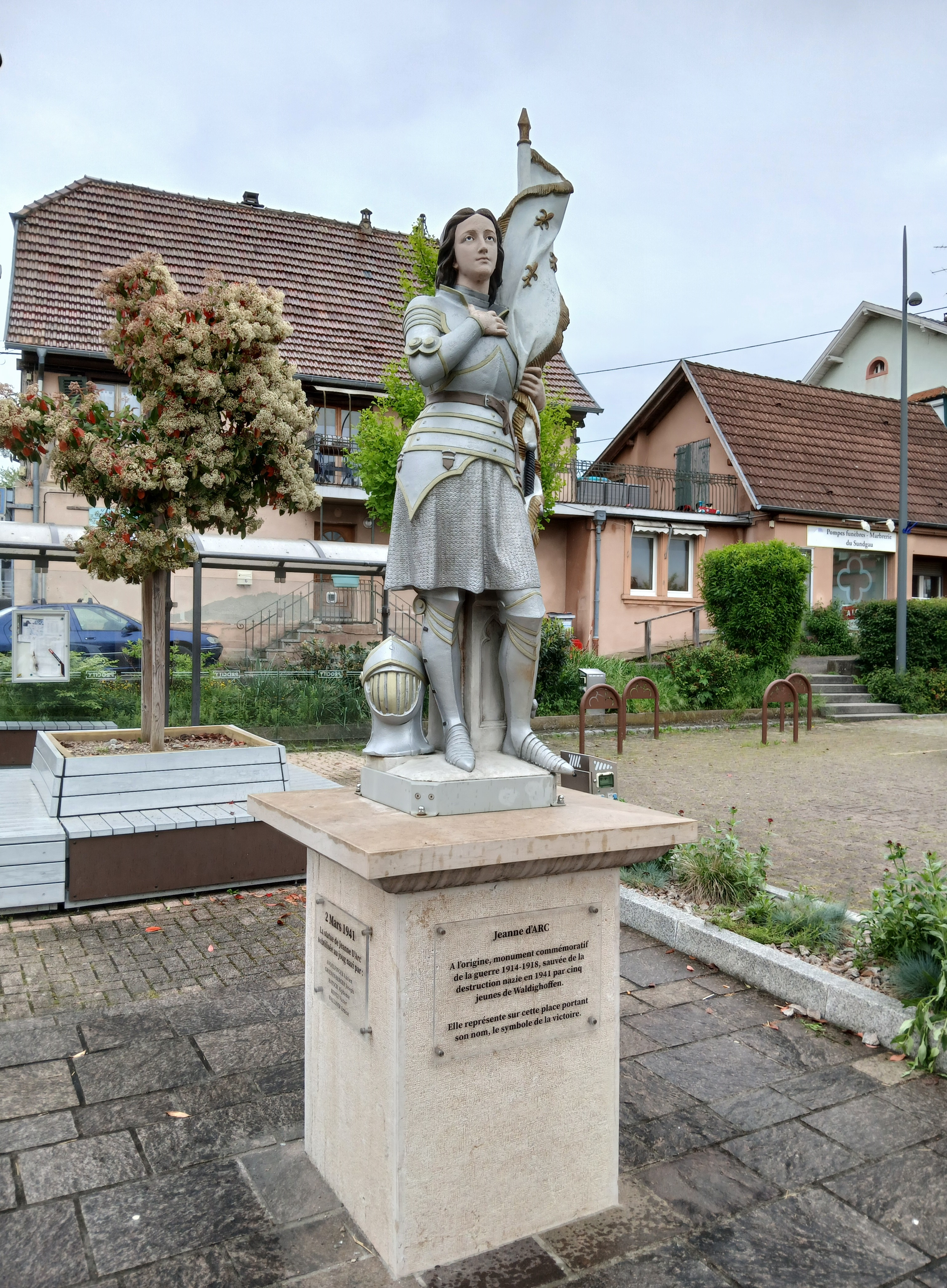
Waldighofen